# Zatoka czerwonych świń
Zatoka czerwonych świń – nieoficjalna nazwa osiedla w Warszawie (w kwartale ulic: al. Wilanowska, Lentza, Królowej Marysieńki i Kosiarzy), według miejskiego systemu informacji zlokalizowanego na obszarze Wilanowa Wysokiego, wybudowanego w latach 80. XX wieku na zlecenie Urzędu Rady Ministrów na terenie wywłaszczonym pod szpital w 1975 r. Zamieszkiwali na nim politycy Polskiej Zjednoczonej Partii Robotniczej, a następnie Sojuszu Lewicy Demokratycznej (m.in. Józef Oleksy, Jerzy Szmajdziński, Janusz Zemke, Aleksander Kwaśniewski i Leszek Miller).
W 2006 r. z inicjatywy ABW prokuratura wszczęła śledztwo w sprawie lokali przy ul. Wiktorii Wiedeńskiej i ul. Marconich, które w latach 1996–1998 zostały wykupione od miasta stołecznego Warszawy po cenach znacznie odbiegających od rynkowych, m.in. przez Aleksandra Kwaśniewskiego, Leszka Millera i Józefa Oleksego. W 2008 r. zapadła decyzja o umorzeniu śledztwa – w przypadku 41 mieszkań z braku dowodów, zaś w przypadku 4 z powodu przedawnienia karalności.
W 2024 Polski Holding Nieruchomości przedstawił koncepcję wyburzenia 23 budynków osiedla, jednak w 2025 spółka zapowiedziała przygotowanie planu, który wykorzysta istniejącą zabudowę.